# Archidamos IV.
Archidamos IV. nebo Archidámos IV. (starořecky Ἀρχίδαμος) z královského rodu Eurypontovců byl králem Sparty přibližně od roku 305 před Kr. do roku 275 před Kr. Jeho spolukrálem z královského rodu Agiovců byl Areus I.
Po smrti Alexandra Velikého (323 před Kr.) probíhaly v celé říši boje o následnictví. Během mocenských zápasů diadochů (následníků), které se vedly o Makedonii a přilehlé oblasti řeckého světa, zvítězil v roce 296 před Kr. Demetrios Poliorkétés syn makedonského krále Antigona Jednookého nad králem Sparty Archidamom IV. v bitvě u mantineii.

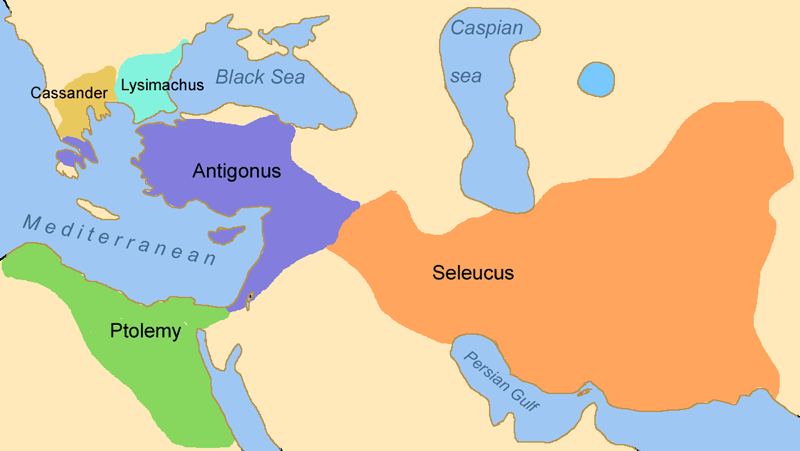
Říše diadochů v době vlády spartského krále Archidama IV.

Sparta se v dalších bojích probíhajících v Lakónii ubránila a zanedlouho díky strategickým schopnostem Archidamova spolukrále Area opět zaujala na Peloponésu vedoucí postavení. Hlavním úsilím Sparty bylo v tomto období udržet si v první řadě územní a politické pozice na Peloponésu.
Informace týkající se panování Archidama IV. nám antičtí autoři nezanechali. Přesné datum převzetí trůnu, jakož i jeho úmrtí je neznámé. Archidamovým nástupcem se stal jeho syn Eudamidas II.